# NGC 2013
NGC 2013 is een open sterrenhoop in het sterrenbeeld Voerman. Het hemelobject werd op 10 februari 1831 ontdekt door de Britse astronoom John Herschel.